# Spanish Fork
Spanish Fork is een plaats (city) in de Amerikaanse staat Utah, en valt bestuurlijk gezien onder Utah County.

## Demografie
Bij de volkstelling in 2000 werd het aantal inwoners vastgesteld op 20.246.
In 2006 is het aantal inwoners door het United States Census Bureau geschat op 27.717, een stijging van 7471 (36,9%).

## Geografie
Volgens het United States Census Bureau beslaat de plaats een oppervlakte van
34,3 km², geheel bestaande uit land. Spanish Fork ligt op ongeveer 1391 m boven zeeniveau.

## Plaatsen in de nabije omgeving
De onderstaande figuur toont nabijgelegen plaatsen in een straal van 8 km rond Spanish Fork.